# Аникин, Евгений Евграфович
Евге́ний Евгра́фович Ани́кин (1826—1889) — петербургский городской архитектор.

## Биография
Родился 22 ноября (4 декабря) 1825 года в семье дворянского заседателя Цивильского земского суда Евграфа Яковлевича Аникина (1790—?), женатого на дочери штабс-капитана Елизавете Евграфовне Захаровой (род был внесён в 3-ю часть дворянской родословной книги Казанской губернии по определениям Казанского дворянского депутатского собрания от 23.01.1792, 23.01.1795, 30.07.1847 и утверждён указом Герольдии от 19.03.1848).

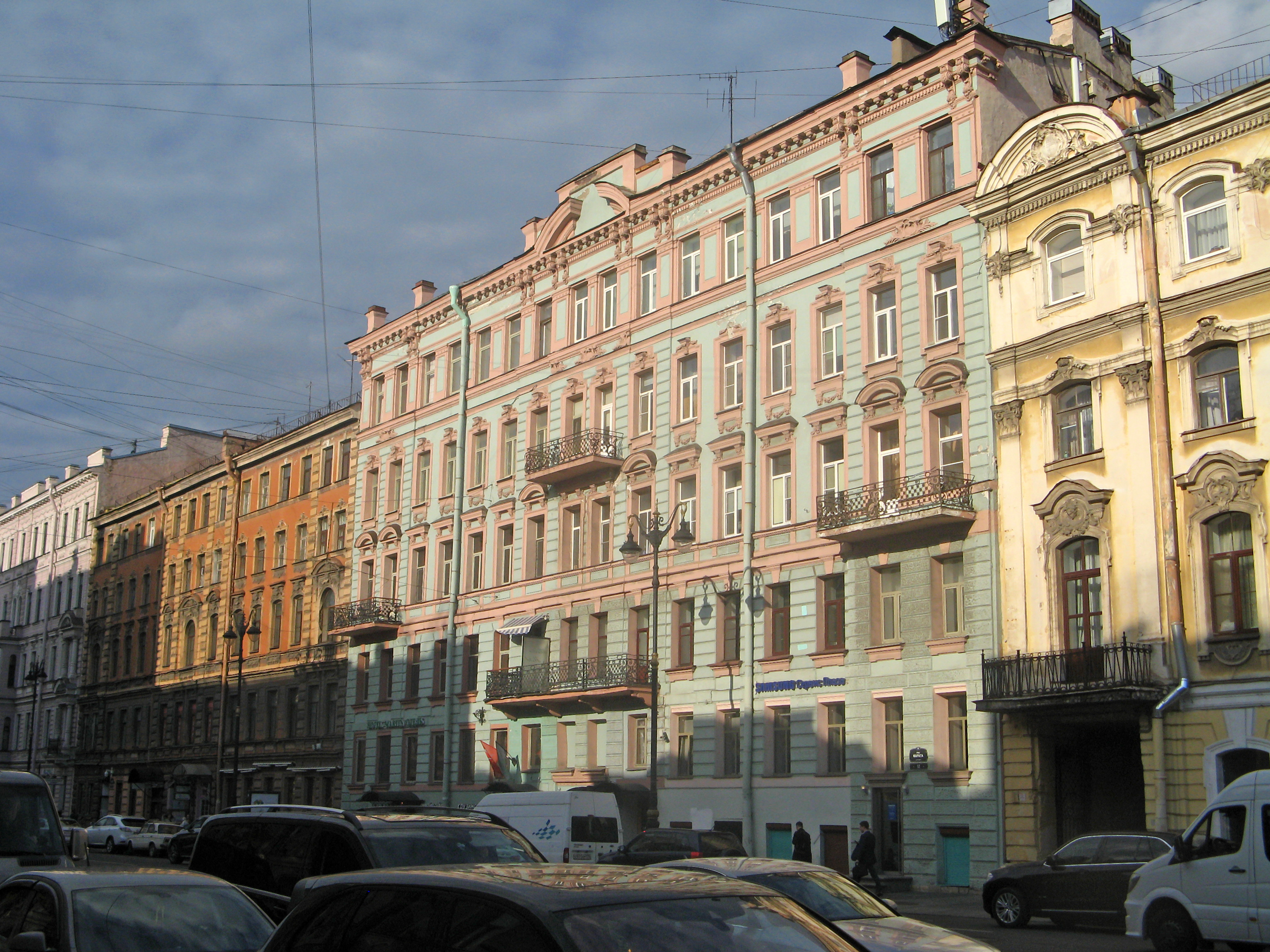
Дом Игнатьева на улице Марата

Закончил Петербургское строительное училище (1847), получив при выпуске звание: архитекторский помощник с правом на чин XIV класса. По окончании курса был направлен в чертежную правления I округа путей сообщения. С 1851 года там же исполняет должность архитектора, а в 1857 году утверждён в этой должности. В 1867 году поступил техником в строительное отделение Санкт-Петербургской Городской Управы. С 1872 года состоит директором Санкт-Петербургского попечительного о тюрьмах комитета. В 1873—1875 годах занимает должность петербургского городского архитектора. В 1876—1877 годах — архитектор в штате СПб градоначальника, с 1877 года — техник. Построил фабрику Сушкина и здания Сампсониевской бумагопрядильни, реконструировал Сытный рынок. Реставрировал Троицкий собор в Санкт-Петербурге.
Согласно траурному сообщению жены, Юлии Алексеевны, скончался в чине действительного статского советника в Санкт-Петербурге 26 марта (7 апреля) 1889 года.
Наиболее значительные постройки в Петербурге:
- Жилой дом. 15-я линия ВО, 12 (1850—1859)[7]
- Дом Раменских-Ризниковых. Лиговский пр., 34 (1851—1853)[8]
- Доходный дом. Рылеева ул., 39 (1852)[9]
- Доходный дом Владимирцевой (перестройка). Канонерская ул., 22 (1852)[10]
- Дом Н. Н. Кузнецова. Джамбула пер., 13 (1855)[11]
- Дом Игнатьева. Марата ул., 12 (1855—1856)[12]
- Доходный дом. 2-я Советская ул., 5 (1855—1856)[13]
- Комплекс ткацкой фабрики Д. Трофимова. Малый пр. ПС, 3-5 (1856)[14][15]
- Здание фабрики Е. Гризара. Карповки наб., 27 (1857)[16]
- Производственное здание Новой бумагопрядильной мануфактуры (расширение левой части). Обводного наб.к., 60-62 (1857)[17]
- Дом купца К. Ильина (лицевой корпус). 15-я линия ВО, 30 (1859)[18]
- Дом А. Л. Кекина. Невский пр., 117 (1860)[19]
- Доходный дом. Садовая ул., 90 (1860)[20]
- Дом купца И. Ф. Костицина. 7-я линия ВО, 60 (1862)[21]
- Доходный дом (левая часть). 15-я линия ВО, 38 — Средний пр. ВО, 59 (1862—1863)[22]
- Доходный дом Г. Н. Перунина (левая часть). Малый пр. ВО, 19 (1862—1863)[23]
- Особняк Семенкова. Миронова ул., 6 (1863)[24]
- Кожевенный завод Брусницыных. Кожевенная линия ВО, 27—28 (1863—1864)[25][26]
- Часовня и ограда церкви Происхождения Честных Древ (Спасо-Бочаринской). Комсомола ул., 25 — Михайлова ул., 9 (1864—1865)
- Производственное здание пивоваренного завода т-ва «Гамбринус» (левая часть). 6-я линия ВО, 55 (1864—1866)[27][28]
- Комплекс ткацкой фабрики Д. Трофимова (расширение). Малый пр. ПС, 3-5 (1868)[29]
- Доходный дом. Большой Сампсониевский пр., 8 — Финляндский пр., 2 (1868)[30]
- Дом Вяземских (перестройка). Каменноостровский пр., 58 (1869—1871)[31]
- Производственные здания фабрики «Невка». Гельсингфорская ул., 3 — Выборгская наб., 49 (1872)[32]
- Доходный дом (левая часть). Комсомола ул., 10 (1877)[33]
- Здание чугунолитейной мастерской Р. И. Геца (средняя часть). 11-я Красноармейская ул., 6 (1882)[34]